# Zahir Pir
Zahir Pir (en ourdou : ظاہر پیر) est une ville pakistanaise située dans le district de Rahim Yar Khan, dans le sud de la province du Pendjab. C'est la cinquième plus grande ville du district.
La population de la ville a augmenté de plus de 60 % entre 1998 et 2017 selon les recensements officiels, passant de 29 557 habitants à 48 554 soit une croissance annuelle moyenne de 2,6 %, un peu supérieure à la moyenne nationale de 2,4 %. Selon le recensement de 2023, la population de la ville monte à 76 979 habitants.